# 마니커에프앤지
주식회사 마니커F&G(영어: Maniker F&G)는 2004년에 설립된 식품회사로, 계열사로는 마니커가 있다.

## 연혁
- 1962년 - 천호부화장 설립
- 1981년 - 국내 개발 육계품종 "마니커" 탄생
- 1984년 - 동두천공장 준공
- 1985년 - 마니커 닭고기 브랜드 출시
- 1991년 - 농림부로부터 육계계열화사업 주체업체 선정
- 1994년 - 미원그룹이 천호인티그레이션을 인수하여[2] 미원마니커로 상호변경(뒷날 미원그룹이 대상그룹으로 바뀌자 대상마니커로 상호변경)
- 1998년 - 대연식품에서 대상마니커 인수합병하여[3] (주)마니커로 사명 변경
- 1999년 - 마니커 닭고기 50만 달러(약 6억원)규모 미국 수출 진행
- 2000년 - 업계최초로 코스닥 등록 / 경기도 통합 브랜드 "G"마크 획득 및 "ISO 9001" 인증
- 2001년 - 용인, 동두천공장 HACCP 인증획득 및 동탑산업훈장 수상 / 마니커 닭고기 10톤 규모 일본 수출 진행
- 2002년 - 증권거래소로 이전 상장
- 2004년 - (주) 새물내 법인 분리 설립
- 2005년 - 인터넷쇼핑몰 '마니커몰' 오픈
- 2007년 - 대형육계업체 최초로 친환경닭고기 '마미안' 개발
- 2008년 - 경산사업장을 새물내에 양도한 한편 육가공 사업부문이 새물내에 통합됐고 이 과정에서 새물내가 (주) 마니커에프앤지로 상호변경[4]
- 2009년 - 4년연속 우수출산물 브랜드 인증 획득(농식품부/소비자시민모임)
- 2011년 - 이지홀딩스그룹 가족사로 편입 / 설울대와 산학협력 계약 체결 / 2년 연속 HACCP운용 전국 최우수도계장 선정 (농림부/한국소비자연맹)
- 2013년 - 서울대 친환경닭고기과학 프로젝트 '닭터의 자연', 동결건조 닭가슴살분말 '순수한 닭가슴살' 출시
- 2014년 - 동두천 공장 식육 포장처리업 부문 HACCP 운용 우수작업장 선정 / 2년 연속 전국 도축장 운영수준 평가 HACCP '상등급' 인증(농식품부)
- 2015년 - 일판매 50만수 달성 / 축산물품질평가원 감사패 수상
- 2016년 - 가족사 (주)디엠푸드 흡수합병
- 2017년 - 가족사 성화식품(주) 흡수합병
- 2019년 - 소비자가 뽑은 베스트 도축장(마니커 동두천공장) 선정(농림부(사) 한국 소비자연맹)
- 2020년 - 소비자가 뽑은 베스트 도축장(마니커 동두천공장, 마니커 천안공장) 선정(농림부(사) 한국 소비자연맹)
- 2021년 - 소비자가 뽑은 베스트 도축장(마니커 동두천공장) 선정(농림부(사) 한국 소비자연맹)

## 사업장 현황
- 본점: 경기도 용인시 기흥구 구성로 278
- 동두천공장: 경기도 동두천시 승전로 6 (하봉암동)
- 천안공장: 충청남도 천안시 동남구 동면 화복로 551
- 포천부화장: 경기도 포천시 일동면 영일로 665-1
- 예산부화장: 충청남도 예산군 고덕면 상궁3길 100

## 같이 보기
- 하림